# Bistum Labrador City-Schefferville
Das Bistum Labrador City-Schefferville (lateinisch Dioecesis Labradorpolitana-Scheffervillensis, englisch Diocese of Labrador City-Schefferville) war eine in Kanada gelegene römisch-katholische Diözese mit Sitz in Labrador City.

## Geschichte
Das Bistum Labrador City-Schefferville wurde am 13. Juli 1945 durch Papst Pius XII. aus Gebietsabtretungen der Apostolischen Vikariate Baie d’Hudson und Sankt-Lorenz-Golf sowie des Bistums Harbour Grace als Apostolisches Vikariat Labrador errichtet. Am 13. Juli 1967 wurde das Apostolische Vikariat Labrador durch Papst Paul VI. zum Bistum erhoben und in Bistum Labrador-Schefferville umbenannt. Das Bistum Labrador-Schefferville wurde am 27. April 1987 in Bistum Labrador City-Schefferville umbenannt.
Am 31. Mai 2007 wurde das Bistum Labrador City-Schefferville durch Papst Benedikt XVI. aufgelöst und das Territorium wurde den Bistümern Amos, Baie-Comeau und Corner Brook und Labrador angegliedert.
Das Bistum Labrador City-Schefferville war dem Erzbistum Keewatin-Le Pas als Suffraganbistum unterstellt.
Das Bistum Labrador City-Schefferville war 906.500 km² groß. Im Jahre 2004 lebten im Gebiet des Bistums Labrador City-Schefferville 14.542 Katholiken. Das Bistum war in 24 Pfarreien unterteilt und hatte 14 Priester.

## Ordinarien

### Apostolische Vikare von Labrador
- Lionel Scheffer OMI, 1946–1966, Titularbischof von Isba

### Bischöfe von Labrador-Schefferville
- Henri Légaré OMI, 1967–1972, dann Erzbischof von Grouard-McLennan
- Peter Alfred Sutton OMI, 1974–1986, dann Koadjutorerzbischof von Keewatin-Le Pas

### Bischöfe von Labrador City-Schefferville
- Henri Goudreault OMI, 1987–1996, dann Erzbischof von Grouard-McLennan
- David Douglas Crosby OMI, 1997–2007, dann Bischof von Corner Brook und Labrador